# لشکرکشی قراخانیان به خراسان
یورش قراخانیان به خراسان (۱۰۰۶–۱۰۰۸ میلادی) به دست قراخانیان به رهبری ایلک نصر خان و قادر خان و برای گشودن خراسان، که در آن هنگام زیر فرمان شاهنشاهی غزنوی بود، انجام گرفت. این یورش در دو گام جداگانه در سال‌های ۱۰۰۶ و ۱۰۰۸ میلادی انجام پذیرفت. با آن‌که قراخانیان در آغاز کامیاب بودند، سرانجام از خراسان رانده شدند و فرمانروایی غزنویان بر این سرزمین استوار ماند.

## پيش‌زمينه
در سال ۹۹۸ میلادی، محمود غزنوی در پی گسترش چيرگی غزنویان به خراسان بود، ولی گفتگو با امیر منصور دوم سامانی به شکست انجامید. در سال ۹۹۹، محمود به خراسان تاخت و پس از كشته شدن منصور دوم سامانی از سوی بلندپايگان سامانی (بكتوزون و فائق خاصه که عبدالملک دوم را به تخت نشاندند) محمود به سوی سرخس پیشروی کرد. در حالی که بكتوزون خراسان را در دست داشت، یک صلح کوتاه، به محمود چيرگی بر هرات و بلخ را داد، ولی درگیری، با حمله گروه‌های سامانی به نیروهای محمود از سر گرفته شد. محمود با همراهی برادرش ابوالمظفر نصر، سپاهی را در نزدیکی مرو درست كرد و نیروهای سامانی: عبدالملک، بكتوزون، ابوالقاسم و فائق خاصه را شکست داد. این نبرد مايهٔ استواری نيروی غزنویان در خراسان شد و توانستند اين سرزمين را پيوست خاک خود سازند. فرمانروايی سامانیان پس از دستيابی قراخانيان به بخارا و عبدالملک در سال ۹۹۹ میلادی، فروپاشید. واپسين امیر سامانی، اسماعیل منتصر، تلاش کرد تا فرمانروايی سامانی را دوباره زنده کند، ولی در دسامبر ۱۰۰۴ كشته شد. و اينگونه غزنویان چيرگی خود را در خراسان استوار کردند.
دو پادشاه با هم پيوند دوستانه‌ای پی‌ريزی کردند و پذيرفتند که رود آمودريا مرز ميان دو فرمانروايی بماند. برای بهبودی پيوندشان، سلطان محمود دختر ایلک خان را به همسری خود درآورد. در دسامبر ۹۹۹، او ابوالطیب سهل بن محمد بن سلیمان اشعلوکی، سرور پزشکان شافعی، و طُغنجوق، فرماندار سرخس، را در جايگاه نمایندهٔ خود به اوزكند فرستاد. عروس در ميانه‌های همان سال به خراسان آورده شد.

## درگیری‌ها
جنگ با ایلک خان (پيرامون ۱۰۰۶ میلادی)
این پيوند دوستانه آنگاه پایان یافت که ایلک خان زمانی یافت و هنگامی‌كه سلطان محمود سرگرم دستيابی به سرزمين مولتان در سال ۱۰۰۶ میلادی بود، به خراسان تاخت. 
ایلک خان دو لشکر فرستاد: یکی به رهبری برادرش چغارتگین که بلخ را گرفت و دیگری به فرماندهی سوباشیتگین که هرات را به دست آورد.
و اينگونه ایلک خان بر همه خراسان چيرگی یافت. سلطان محمود پيش‌زمينهٔ چنین تاخت‌وتازی را فراهم کرده بود.
ارسلان جاذب نیروهایی را در غزنی بسیج کرد و وزیر محمود، ابوالحسن اسفراینی، با گماشتن دسته‌هايی در پنجشير و باميان، پایتخت را بهبود بخشيد. سلطان محمود آنگاه كه از دست‌درازی ايلک آگاهی يافت، مولتان را به برخی از افسران خود سپرد و به سوی غزنه لشکرکشی کرد.
با پیشروی محمود، چغارتگین بلخ را رها کرد و به ترمذ گریخت، در حالی که سلطان محمود، ارسلان جذاب را با ده هزار سرباز برای پيگرد سوباشیگین فرستاد، که او نیز با نزدیک شدن آنها گريخت.
سوباشیگین تلاش کرد تا به بخارا برسد ولی سیل رودخانه مرغاب و گرمای بیش از اندازه بيابان غُز جلويش را گرفت. سوباشیگین، محسن بن طارق یکی از سران تبار غُز را در سرخس شکست داد و به امید کمک از قابوس بن وشمگیر، امیر دودمان زیاریان به گرگان گریخت. او ناامید به نسا بازگشت، باروبنه خود را گذاشت و سوی مرو به‌راه افتاد. سلطان محمود، یک فرمانده عرب به نام ابوعبدالله محمد بن ابراهیم الطائی را فرستاد که سوباشیگین را در بیابان محاصره كرده شکست داد و برادرش و ۷۰۰ سرباز را گرفتار کرد.
سوباشیگین توانست به بخارا بگريزد. در همین حال، ایلک خان، چغارتگین را با ۱۲۰۰۰ سرباز برای تاختن به بلخ فرستاد تا نگاه‌ها را به جای ديگری بچرخاند. محمود گذاشت او به‌گونه‌ای گذرا بلخ را به چنگ بياورد.
پس از شکست و بيرون راندن سوباشیگین از خراسان، محمود به بلخ روی آورد و چغارتیگین را بر آن داشت تا به بخارا بگریزد. تا ميانه‌های سال ۱۰۰۶، خراسان از نیروهای قراخانی پاک‌سازی شد.
جنگ با قادر خان و ایلاک خان (حدود ۱۰۰۸ میلادی) 
ایلک خان با آرزوی گشايش خراسان، در سال ۱۰۰۸ میلادی تلاش دیگری را آغاز کرد. قادر خان، فرمانروای کاشغر (ختن)، با ارتشی دربردازندهٔ  ۵۰۰۰۰ سرباز به ایلک خان پیوست و از آمودريا گذر کرد. سلطان محمود با سپاهی دربردارندهٔ خلجی‌ها، افغان‌ها، کردها، ترکمن‌های غُز و هندی‌ها به پيشواز آنها رفت. غزنویان در دشت کَتَر كه پيرامون ۱۲ مایلی بلخ بود، چادر زدند. 
محمود ارتش خود را با آلتونتاش در بازوی راست، ارسلان جذاب در بازوی چپ و ابوالمظفر نصر، ابونصر فریغونی (فرمانروای گوزگانان) و ابوعبدالله محمد الطائی در ميانه، سازماندهی کرد. ميانهٔ لشکر دارای يک «خط نوک» بود كه ۵۰۰ فیل در بر داشت. در سپاه قراخانی‌ها، ایلک خان،  قادر خان را در بازوی راست و چغرتگین را در بازوی چپ جای داد و خود رهبری ميانهٔ لشکر را بر دوش گرفت.
در ۵ ژانویه ۱۰۰۸، هر دو ارتش درگیر نبرد شدند. ایلک خان با ۵۰۰ سرباز به رديف‌های‌ ميانی‌ ارتش غزنوی تاخت و خطوط پدافندی را شکست.
در آن زمان آشفته، سلطان محمود با بالا رفتن از تپه‌ای، نیروهایش را گرد هم آورد و آغاز به نماز خواندن کرد که این كار توان روانی ارتش غزنوی را بالا برد.
فیل‌های سلطان ویرانی به بار آوردند، یکی از فیل‌ها درفش‌دار ایلک خان را کشت و فیل‌های دیگر سربازان را لگدمال کردند.
ارتش ایلک خان، هراسان گريخت و بسیاری از آنها در تلاش برای گذر از رودخانهٔ آمودریا دستگیر یا در آب خفه شدند.
غنایم هنگفتی به دست غزنویان افتاد. پس از رسیدن خبر شورش سوخپالا در مولتان، سلطان محمود به سوی غزنه پیشروی کرد.

## پیامدها
ايلك خان در سال ۱۰۱۲-۱۰۱۳ درگذشت و برادرش احمد تغان خان جانشينش شد که پيوند دوستانه‌ای با محمود غزنوی داشت.
احمد در سال ۱۰۱۷-۱۰۱۸ درگذشت. پادشاهی او به برادرش ارسلان خان رسید که یکی از دخترانش را به همسری سلطان مسعود درآورد.